# NGC 272
NGC 272 је група звезда у сазвежђу Андромеда која се налази на NGC листи објеката дубоког неба.
Деклинација објекта је + 35° 49' 18" а ректасцензија 0h 51m 26,0s. Привидна величина (магнитуда) објекта NGC 272 износи 8,5. NGC 272 је још познат и под ознакама OCL 312.